# Složena organizacija udruženog rada
Složena organizacija udruženog rada (SOUR) bila je pravna organizacijska jedinica u SFR Jugoslaviji, sastavljena od osnovnih organizacija udruženog rada (OOUR-a) na koje je podijeljena radi učinkovitijeg samoupravljanja.
Zakon o udruženom radu je 1976. godine je so tada jedinstveno socijalističko poduzeće razbio na poslovno-financijski samostalne djelove, OOUR-e, koji dobivaju svoja sredstva i zasebne žiro račune. Na taj način jedinstveni poslovni sistem, SOUR, transformiran je u neku vrstu konfederacije suverenih privrednih subjekata (OOUR-a). Donošenje takvog zakona pravdano je kao korak u razvoju samoupravnih odnosa, decentralizaciji i odumiranju države, a kritizirano kao korak ka fragmentaciji i birokratizaciji jugoslavenskog društva.